# Dobbiner Plage

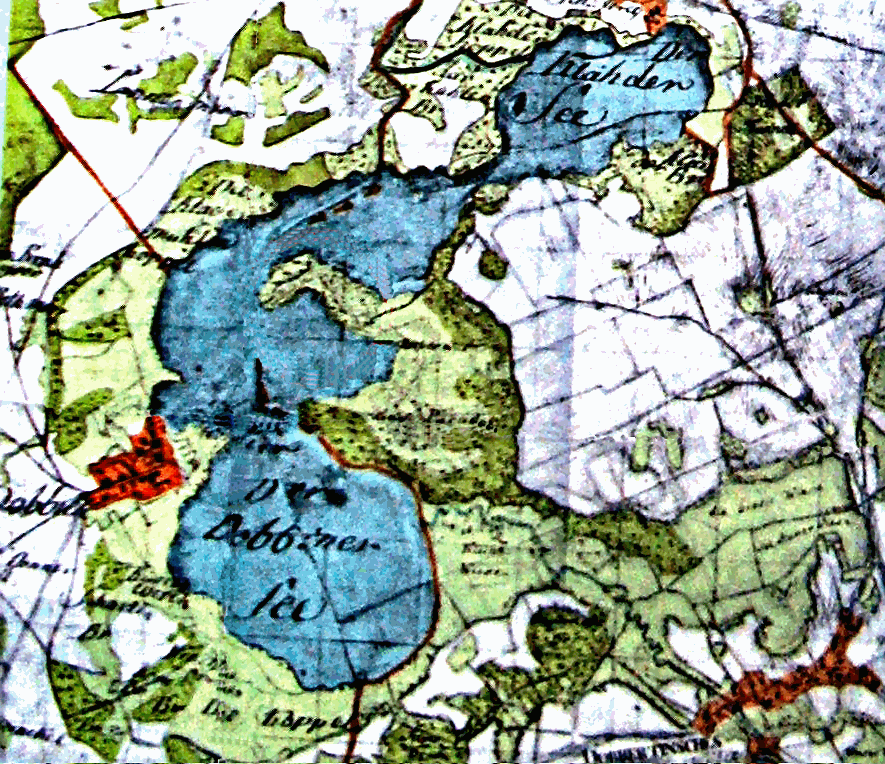
Der ehemalige Dobbiner See auf der Wiebekingschen Karte von 1786

Die Dobbiner Plage ist der bis ins 19. Jahrhundert trockengelegte Dobbiner See, slawisch auch Wostrowitz genannt, auf dem Gemeindegebiet von Dobbertin im Landkreis Ludwigslust-Parchim in Mecklenburg-Vorpommern. Der namensgebende Ort Dobbin befand sich am Westufer des Gewässers. Die Fläche des Sees reichte von der heutigen Straße von Dobbertin nach Below im Süden bis zum Dobbertiner Ortsteil Kläden. Hier bestand eine Verbindung zum Klädener See, welcher ebenfalls trockengelegt wurde. Der Dobbiner See besaß eine Fläche von etwa 3,5 km² bei ungefähr einem Kilometer Breite und dreieinhalb Kilometer Länge.

## Geografie
Die Dobbiner Plage liegt am Rande des Naturparkes Nossentiner/Schwinzer Heide im Landschaftsschutzgebiet Dobbertiner Seenlandschaft und mittleres Mildenitztal – Landkreis Parchim (jetzt Ludwigslust-Parchim) und grenzt im Norden an das Naturschutzgebiet Klädener Plage und Mildenitz-Durchbruchstal.

## Geschichte
Der Dobbiner See wurde bei der Erweiterung des Dobbertiner Klosterbesitzes im Jahr 1237 urkundlich als Wostrowitz erwähnt. In dieser Urkunde bestätigte der Herr zu Werle und Rostock Nikolaus die Grenzen des Klostergebietes, darunter ...den Bach Milnitz (Mildenitz) vom Jawir See (Dobbertiner See) bis zum See Wostrowitz (den abgelassenen Klädener und Dobbiner See) und weiter bis zum Bach Bresenitze (Bresenitz)...
Der flache, kalkhaltige (Wiesenkalk, Faulschlammkalk) Dobbiner See wurde noch in der Wiebekingschen Karte von 1786 verzeichnet. Nach 1786 hatte man auf klösterlichem Gebiet durch Benutzung der Mildenitz mit der Ablassung des Dobbiner und Klädener Sees zur Grünlandgewinnung begonnen. Beide tragen seit ihrer Drainage im späten 18. Jahrhundert den Namen Dobbiner und Klädener Plage und grenzen unmittelbar südöstlich an das Mildenitz-Durchbruchstal. Bis etwa 1798 existierte der Dobbiner See noch als ein flaches Gewässer. Die Trockenlegung war von 1809 bis 1816 wegen Geldmangels ins Stocken geraten. Danach wurden in den ausgetrockneten Flächen des Sees Gräben gezogen, um das anstehende Quellwasser abzuleiten. Die Arbeiten wurden größtenteils durch Arbeiter in Kähnen ausgeführt. Von 1860 bis 1862 wurde die Dobbiner Plage mit der durch das Wiesental führenden, in hohem Maße versumpften Mildenitz melioriert und teilweise begradigt. Der Plan für die Grabungen wurde von 1849 bis 1851 durch den Parchimer Wasserbaumeister Garthe erarbeitet und durch den Güstrower Bauunternehmer Kleinert ausgeführt. Zur ständigen Nutzung der Wiesenflächen wurden auch in den Jahren nach 1862 bis 1927 Entwässerungsmaßnahmen durchgeführt. Nach dem Protokoll der Staatlichen Gutsverwaltung Dobbertin vom 15. Juli 1935 wurden die Wiesenflächen aus dem Amtsreservat Dobbiner Plage auf die Dauer von 10 Jahren an 32 Einliegerfamilien aus Dobbertin, Dobbin, Schwinz und Jellen verpachtet. 1941 stand die Plage 40 bis 50 cm unter Wasser und 1943 gab es beim Kreisbauernführer Beschwerden wegen der unzureichenden Reinigung der Entwässerungsgräben.
Heute fließt die Mildenitz am Ostrand der Dobbiner Plage fast gradlinig von Süden nach Norden und trennt im Norden die Dobbiner von der Klädener Plage.
Es setzten sich acht Meter mächtige Schichten aus sedimentierter Seekreide und Kalkmudde ab, die ein Durchdringen von Grundwasser aus dem Erdreich nicht verhindern konnten. Das Grünlandgebiet wurde als Mähwiese und Weide genutzt. Die schwere Arbeit, das gemähte Gras auf Tragen und über aufgeweichte Böden an trockene Stellen zu bringen, brachte dem Gebiet den Namenszusatz Plage ein. Ein 1973 im Zuge der Meliorationsarbeiten erbautes Schöpfwerk, das das Wasser fortan in die Mildenitz pumpte, sorgte für Besserung. Dennoch war die landwirtschaftliche Nutzung weiterhin beträchtlichen Einschränkungen unterworfen.
Vom ehemaligen See ist nur ein Niedermoorgebiet übriggeblieben. Eine ehemalige Halbinsel des Sees ist die heutige Paradieskoppel. Während des Dreißigjährigen Krieges suchten hier die Dorfbewohner der Umgebung Zuflucht vor den umherziehenden Truppen. Eine Teilfläche ist seit 1979 als Flächennaturdenkmal ausgewiesen.
Beim Bau der NEL (Nordeuropäische Erdgasleitung) seit 2007 ging der Trassenverlauf etwa 700 m südlich an Dobbin vorbei. Das Grabungsareal hatte eine Länge von 240 m und eine maximale Breite von 33 m. In südlicher Richtung erreicht man nach 700 m das Nordufer des Dobbertiner Sees. Insgesamt wurden 560 Siedlungsbefunde aufgedeckt. Am häufigsten fanden sich Pfostengruben mit 325 Befunden, die von ehemaligen Häusern oder Baustrukturen stammen. Dazu kamen 151 einfache Siedlungsgruben, 43 Vorratsgruben, 40 Feuerstellen und eine neuzeitliche Grabenstruktur zutage. Unter dem umfangreichen Fundgut befanden sich mehr als 9000 Scherben von dickwandigen, tonnenförmigen Gefäßen sowie Schalen, Töpfen und Tassen. Die bedeutendsten Fundstücke waren neben 103 jungbronzezeitlichen Keramikfragmenten eine Gussform von 4,79 X 4,62 cm aus Sandstein.

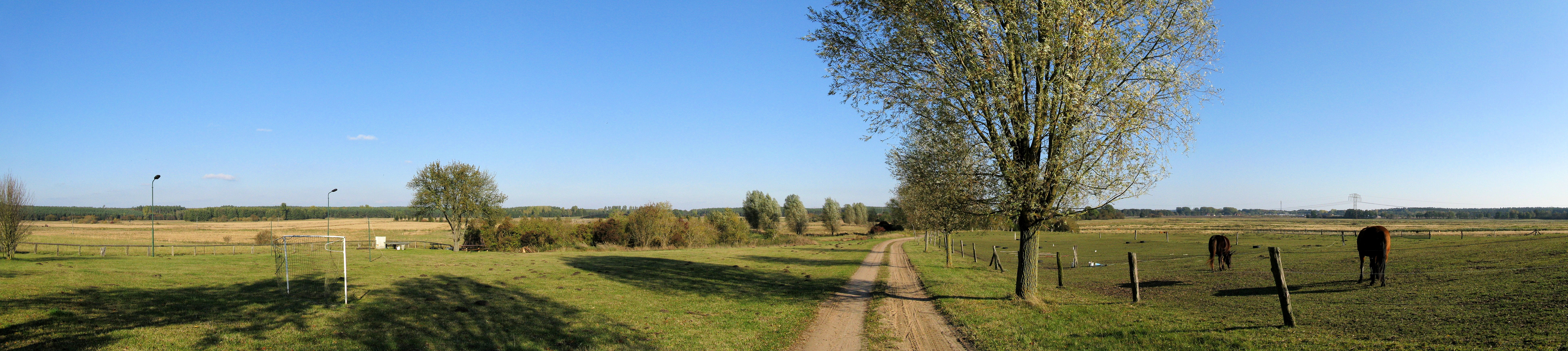
Dobbiner Plage (2009)

### Dobbiner Kalkofen
Das Dobbertiner Wiesenkalkvorkommen erstreckt sich auf die flachen Moorwiesen im Raum Dobbertin-Dobbin-Kläden. Unter einer meist zehn Zentimeter bis 1,1 Meter mächtigen Bedeckung des Flachmoortorfes lagert ab zwei bis vier Metern Tiefe der Wiesenkalk. Es handelt sich hier um einen schmutziggelben bis reinweißen organogenen Kalk bis Kalkschlamm bzw. Faulschlammkalk, der teilweise von Pflanzenresten durchsetzt ist, wie mehrere Probebohrungen belegen.
Nach Trockenlegung des Dobbiner Sees ist man 1824 auf Wiesenkalk gestoßen, hat ihn später abgebaut und zu Baukalk gebrannt. Im Mecklenburgisch-Schwerinschen Staatskalender wird 1852 bei Dobbertin eine Kalkbrennerei mit drei Gebäuden genannt, die sich nordwestlich der Paradies-Wiese befand. Der Standort des Kalkofens ist auch auf dem Messtischblatt „Dobbertin“ 1882 ausgewiesen.
1904 war Johann Friedrich Adler und ab 1909 Carl Johann Mevius Kalkbrenner in Dobbin. Der letzte Kalkbrenner Carl Johann Ludwig Petrow, auch Rohde genannt, starb 79-jährig 1925 in Dobbin.
Durch den Goldberger Baumeister Herbert Lüders wurde am 31. März 1946 eine Zeichnung zum Bau eines neuen Kalkofens in der Dobbiner Plage vorgelegt und durch den Baurat Heinrich Wehmeyer als Baupolizeibehörde des Landkreises Parchim am 5. August 1946 bestätigt. Ab 1947 hatte man dort bis zur besseren Kalk- und Zementversorgung in den fünfziger Jahren wieder Bau- und Wiesenkalk gebrannt.

## Flächennaturdenkmal Teilfläche der Paradieskoppel Dobbertin

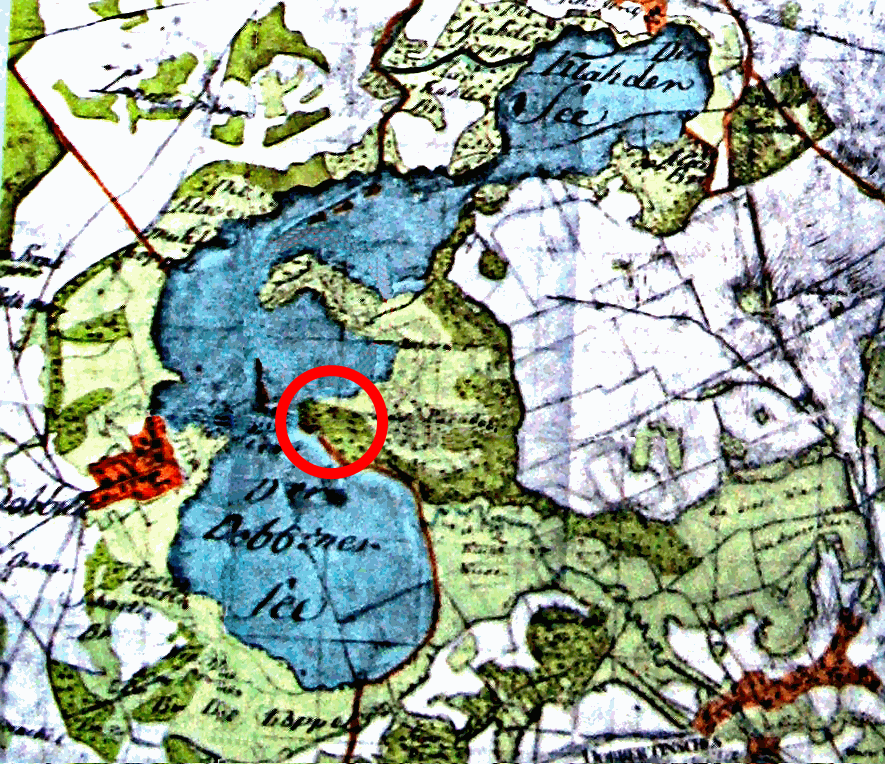
Paradieskoppel als Halbinsel im ehemaligen Dobbiner See auf der Wiebekingschen Karte

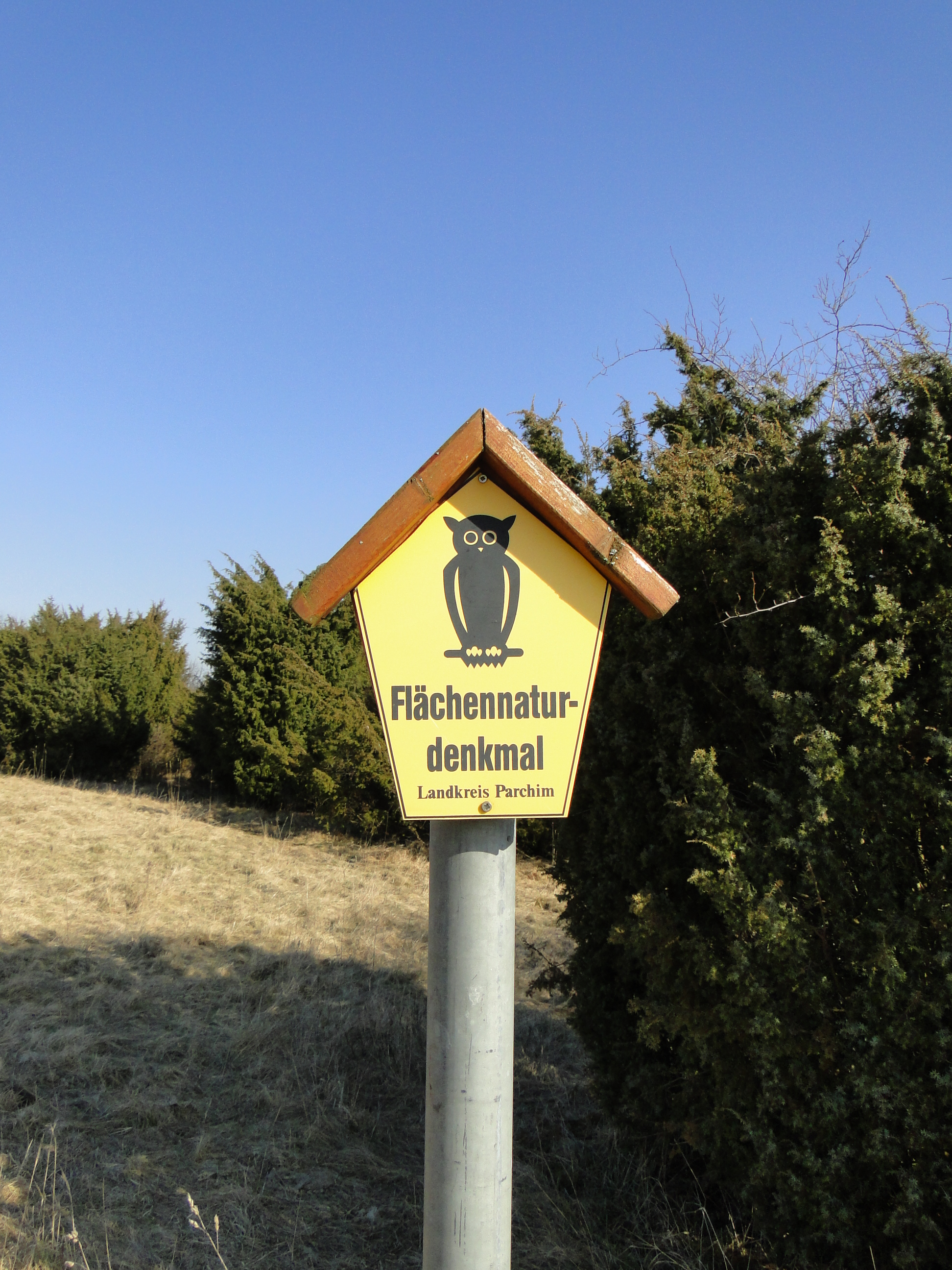
Hinweisschild (2011)

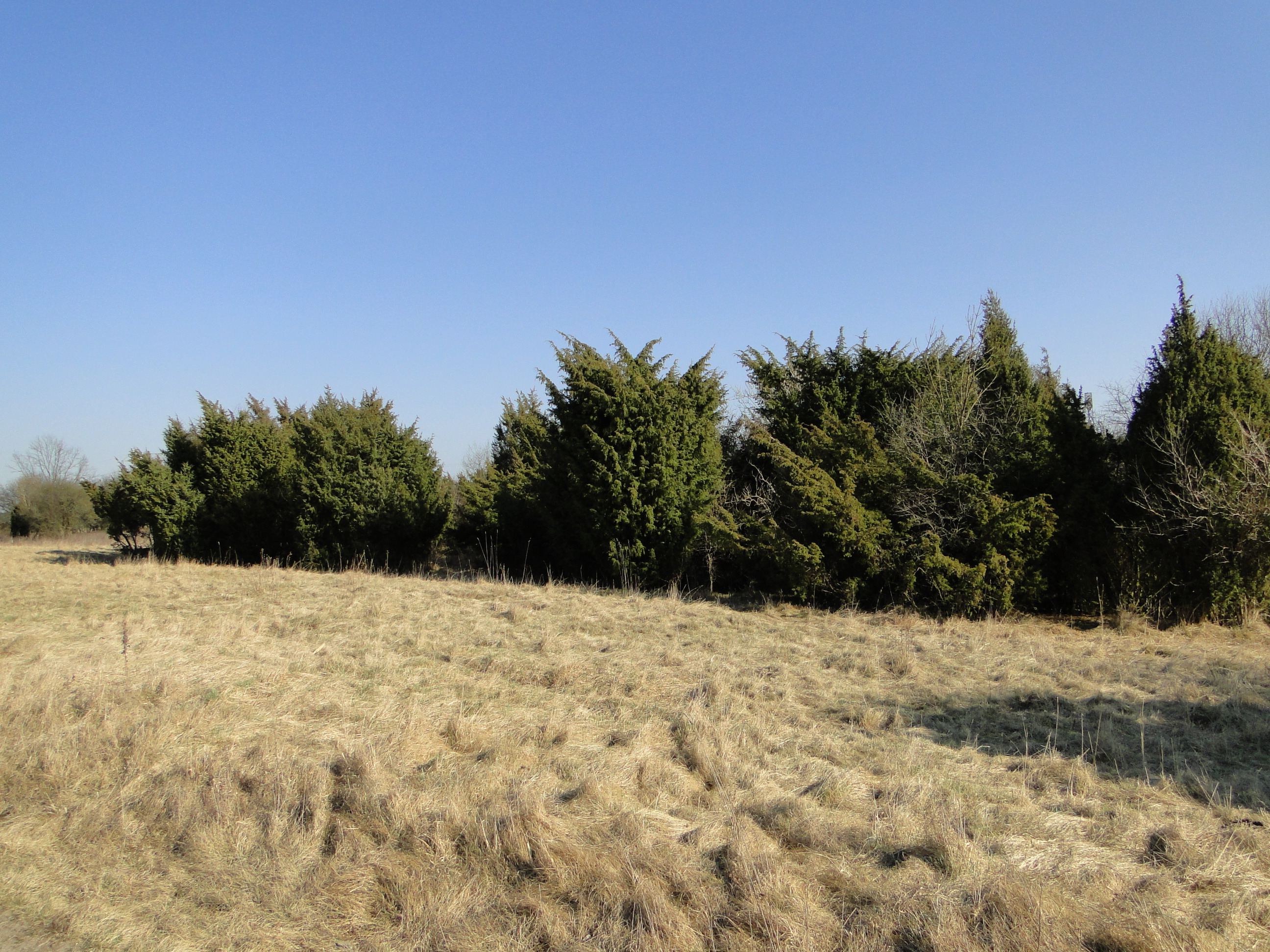
Wacholderbestände der Paradieskoppel (2011)

Das Flächennaturdenkmal liegt inmitten der Dobbiner Plage, anderthalb Kilometer nordwestlich des Ortes Dobbertin und etwa 700 Meter östlich des Dorfes Dobbin im westlichen Bereich des Naturparks Nossentiner/Schwinzer Heide. Das 2,61 Hektar umfassende Gebiet wurde 1979 unter Schutz gestellt.

### Nutzungsgeschichte
Die Fläche mit dem alten Flurnamen Paradieskoppel für das einstige Kirchenland bildete eine Halbinsel im Dobbiner See. Die Teilfläche war mit Wacholder, Gräsern und Kräutern bewachsen und gegen Fraß geschützt. Um mehr Weideland zu gewinnen und den anstehenden Wiesenkalk abbauen zu können, wurden erst nach 1925 diverse Wacholdersträucher gerodet. Dobbiner und Dobbertiner Bauern nutzten einst gemeinsam mit der Kirche die Paradieskoppel und Flächen in der Plage als Weideland.
Schon 1880 hatte der Heimatbund Einspruch gegen eine Parzellierung der Paradieskoppel erhoben. Das auf den ältesten Klosterkarten schon so bezeichnete Paradies, eine Halbinsel zwischen dem vor etwa 140 Jahren abgelassenen Dobbiner und Klädener See dient seit langen Zeiten als Koppel und ist zum größten Teil von einem Urwald von Wacholder bestanden, teilweise drei bis vier Meter hoch, wie es ihn in Mecklenburg sonst nicht gäbe. Diese Zierde der ganzen Gegend zu vernichten, dürfte auch Anspruch des Heimatbundes sein, dies zu verhindern. 45 Jahre später wurden Teilflächen gerodet.
Auch nach der Bodenreform wurden diese Flächen durch die 1952 in Dobbertin gegründete Landwirtschaftliche Produktionsgenossenschaft (LPG) weiter als Weideland für Schafe und Rinder genutzt.
Heute wird die Dobbiner Plage landwirtschaftlich als Dauergrünland durch die Dobbertiner Agrargenossenschaft eG. genutzt.

### Pflanzen- und Tierwelt
Am Rande des Schutzgebietes sind Pfeifengraswiesen zu finden. Einzelexemplare und Gruppen des Gemeinen Wacholders (Juniperies communis) prägen das Flächennaturdenkmal. Im Gebiet kommen auch die Orchideenarten Sumpf-Stendelwurz (Epipactis palustris) und das Große Zweiblatt (Listera ovata) vor. Auch die Stängellose Kratzdistel (Cirsium acaule), die Resede (Reseda lutea) und die Natternzunge (Ophioglossum vulgatum) wurden hier nachgewiesen.
Durch fehlende landwirtschaftliche Nutzung konnten sich von etwa 1990 bis 2010 insbesondere die Schlehe und der Kreuzdorn vegetativ stark vermehren. Dies führte zur flächigen Verbuschung großer Teile der Paradieskoppel. Die Bestände des Weideblättrigen Alants (Inula salicina) haben sich trotz fehlender Pflege gut entwickelt. Auch der Sumpf-Stendelwurz (Epipactis palustris) und das Große Zweiblatt (Listera ovata) konnten durch kleinflächige Mahd und Pflege im Bestand gehalten werden.
Der Wacholder (Juniperies communis) als Charakterart des Schutzgebietes droht der Konkurrenz von Schlehe und Weißdorn zu unterliegen. Doch der Wacholder als Charakterart dieses Gebietes hatte sich in den letzten Jahren wieder entwickeln können.

### Gedruckte Quellen
- Mecklenburgisches Urkundenbuch (MUB)

### Ungedruckte Quellen
Landeshauptarchiv Schwerin (LHAS)
- LHAS 3.2-4 Ritterschaftliche Brandversicherung, 23.
- LHAS 5.12-4/2 Mecklenburgisches Ministerium für Landwirtschaft, Domänen und Forsten, Nr. 8643, 8979.
- LHAS 5.11-2 Landtagsprotokoll, 1862.

## Karten
- Topographisch oekonomisch und militaerische Charte des Herzogthums Mecklenburg-Schwerin. Klosteramt Dobbertin mit der Sandpropstei vom Grafen Schmettau 1758.
- Wiebekingsche Karte von Mecklenburg 1786, Blatt 23.
- Charte von den Besitzungen des Klosters Dobbertin, Abteilung I. 1822, enthält Dobbiner Plage, angefertigt von den Gutskarten Anno 1822 durch S. H. Zebuhr.
- Brouillion von dem Dorffelde Dobertin zum Hochadel Kloster Dobberttin auf Verordnung Gemeinschaft Directorial Commission vermessen aus 1771 durch F. von See, retcifiert und gezeichnet im Jahre 1824 von C. H. Stüdemann.
- Charte von der Dorffeldmark Dobbertin, vermessen durch F. von See, eingeteilt und chartiert 1842/43 durch H. C. Stüdemann, copiert 1868 durch S. H. Zebuhr.
- Messtischblatt Dobbertin 1882.
- Wirtschaftskarte Forstamt Dobbertin 1927/1928.
- Offizielle Rad- und Wanderkarte Nossentiner/Schwinzer Heide 2010.